# Ariane's Cup

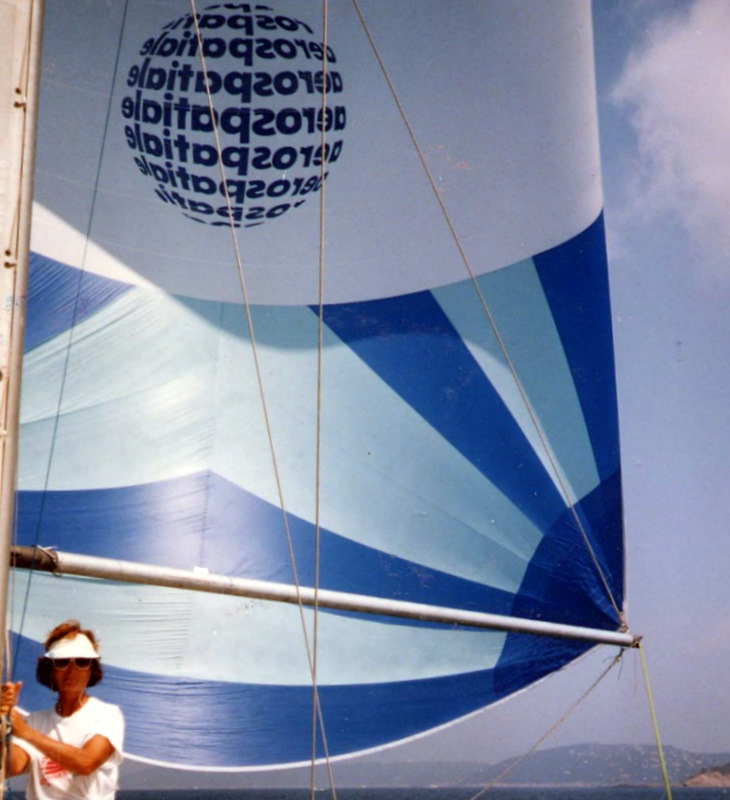
Voilier aerospatiale/Cannes lors de l'Ariane's Cup 1985 à Saint-Raphaël

L'Ariane's Cup est une manifestation nautique dont l'organisation tourne entre divers industriels du programme Ariane ou par Oscar. Elle réunit une centaine de voiliers, loués sur place, embarquant près d'un millier d'équipiers.
Elle fait partie de diverses manifestations sportives organisées annuellement au profit des membres du personnel des entreprises du programme.

## Oscar
Oscar est l'association mise en place pour l'organisation de la manifestation.

## Les Ariane's Cup
| N° | Date | Lieu                        | Organisateur             | Vainqueur                      |
| -- | ---- | --------------------------- | ------------------------ | ------------------------------ |
| 1  | 1979 | La Trinité-sur-Mer, France  | SEP (F)                  | Matra (F)                      |
| 2  | 1981 | Granville                   | Aerospatiale             | SEP                            |
| 3  | 1982 | Arzon - Le Crouesty         | CNES - Arianespace       | FN Herstal (B)                 |
| 4  | 1983 | Pornichet                   | FN Herstal               | SEP                            |
| 5  | 1984 | Concarneau                  | SEP                      | SEP                            |
| 6  | 1985 | Saint-Raphaël (Var)         | Arianespace              | Matra (F)                      |
| 7  | 1986 | Marstrand                   | Saab Space               | Matra (F)                      |
| 8  | 1987 | Saint-Malo                  | Oscar                    | Matra (F)                      |
| 9  | 1988 | Saint-Malo                  | Oscar                    | Matra (F)                      |
| 10 | 1989 | Hyères                      | Matra (F)                | CNES (F)                       |
| 11 | 1990 | Kiel                        | MBB Erno                 | CNES (F)                       |
| 12 | 1991 | Saint-Malo                  | Oscar                    | Matra (F)                      |
| 13 | 1992 | Stockholm                   | ABB Hafo                 | CRI (DK)                       |
| 14 | 1993 | La Trinité-sur-Mer          | CNES                     | Dassault (F)                   |
| 15 | 1994 | Athènes                     | Oscar                    | MMS (UK)                       |
| 16 | 1995 | La Rochelle                 | Aerospatiale             | Dassault (F)                   |
| 17 | 1996 | Pointe-à-Pitre              | Arianespace              | Dornier (G)                    |
| 18 | 1997 | Saint-Malo                  | Oscar                    | MMS (UK)                       |
| 19 | 1998 | Baléares                    | Intespace                | Aerospatiale (F)               |
| 20 | 1999 | Grenadines                  | Oscar                    | CNES (F)                       |
| 21 | 2000 | Bandol                      | CNES                     | Form Tech (D)                  |
| 22 | 2001 | Arzon - Le Crouesty         | ESA                      | EADS HQ (F)                    |
| 23 | 2002 | Heiligenhafen               | Astrium                  | EADS HQ (F)                    |
| 24 | 2003 | Lavrio                      | Oscar                    | MESSER - DLR (D)               |
| 25 | 2004 | Arzon - Le Crouesty         | Oscar                    | Form Tech (D)                  |
| 26 | 2005 | Martinique                  | Oscar                    | Telespazio (It)                |
| 27 | 2006 | Formia                      | Telespazio (It)          | Astrium Ltd (UK)               |
| 28 | 2007 | Portsmouth                  | Astrium UK               | EADS Les Mureaux (Fr)          |
| 29 | 2008 | Lorient                     | EADS Astrium (Fr)        | CLS (Fr)                       |
| 30 | 2009 | Marseille                   | Arianespace/Oscar (Fr)   | Bauhaus Luftfahrt (D)          |
| 31 | 2010 | Le Tour de la Martinique II | Oscar                    | DGA CELAR                      |
| 32 | 2011 | Cannes                      | Thales Alenia Space (Fr) | Astrium Saint Médard en Jalles |
| 33 | 2012 | Arzon - Le Crouesty         | Oscar                    | Eurocopter (D)                 |
| 34 | 2013 | Athènes                     | Oscar                    | Astrium Friedrichshafen (D)    |
| 35 | 2014 | Lorient                     | Oscar                    | RUAG Zurich (CH)               |
| 36 | 2015 | Martinique                  | Oscar                    | DGA-Bruz (CH)                  |
| 37 | 2016 | Arzon - Le Crouesty         | Oscar                    | DGA Bruz (CH)                  |
| 38 | 2017 | La Trinité-sur-Mer          | Oscar                    | Airbus D&S, TLS (F)            |
| 39 | 2018 | Split                       | Oscar                    | Daimler Stuttgart (D)          |
| 40 | 2019 | Arzon - Le Crouesty         | Oscar                    | Airbus D&S, TLS (F)            |
| 41 | 2022 | Le Marin (Martinique)       | Oscar                    | APCO Technologies (CH)         |
| 42 | 2023 | Lávrio (Grèce)              | Oscar                    | APCO Technologies (CH)         |
| 43 | 2024 | Arzon - Le Crouesty         | Oscar                    | CELAR (F)                      |

Exceptionnellement, en 2020, la 41ème édition a été reportée à 2021, elle-même reportée à 2022, en raison du Coronavirus.